# Das Wespennest (Film)
Das Wespennest ist ein Kriegsfilm aus dem Jahr 1970, der in US-amerikanisch-italienischer Co-Produktion entstand.

## Handlung
Italien während des Zweiten Weltkrieges. Captain Turner soll mit seiner Einheit einen Staudamm zerstören. Dazu springen Turner und seine Männer nahe dem Zielgebiet per Fallschirm ab. Doch die Deutschen haben von der Ankunft der Feinde erfahren und nehmen die Fallschirmspringer unter Beschuss. Nur Turner überlebt den Angriff und kommt schwer verletzt am Boden auf. Er wird von einer Gruppe Knaben unter der Führung von Aldo aufgefunden. Es sind die einzigen Überlebenden eines Dorfes, das von der deutschen SS in einer Racheaktion zerstört wurde.
Aldo zwingt die gefangen genommene deutsche Ärztin Bianca, sich um Turner zu kümmern. Tatsächlich kommt der Captain schon bald wieder auf die Beine. Nun erkennt er, dass er sein Ziel alleine nicht erreichen kann. Turner versichert sich der Hilfe der Jungen und bildet sie zu einer Kampfeinheit aus. Bevor sie jedoch zum Staudamm ziehen, will sich Aldo an den Deutschen rächen und ein nahe gelegenes Lager überfallen. Bei dem Angriff werden die deutschen Soldaten von den Jungen gnadenlos niedergemacht.
In seinem Blutrausch tötet Aldo einen seiner Freunde ohne Reue zu zeigen, nur weil dieser in der Schusslinie steht.
Auch Bianca, die sich mittlerweile in Turner verliebt hat, richtet eine Waffe auf die Soldaten.
Nach dem Angriff ziehen die Knaben mit Turner zum Staudamm und zerstören ihn. Dabei fällt ihnen der deutsche Kommandant von Hecht in die Hände. Aldo will von Hecht, der den Übergriffen der SS stets mit Abscheu gegenüberstand, töten, doch Turner schreitet ein und erreicht, dass er den Alliierten übergeben wird. Gegen Ende des Films bricht der traumatisierte Aldo in den Armen von Turner zusammen und weint bittere Tränen um seine Familie und um seinen Freund, den er erschossen hat.

## Kritik
Das Lexikon des internationalen Films bezeichnet den Film als „blutrünstiger Kriegs-"Western", unglaubwürdig entwickelt, effekthascherisch und voller falscher pathetischer Töne.“
Roger Greenspun von der New York Times zeigte Verständnis, dass man den Film als schlecht bezeichnet auf Grund der vielen Fehler auf beinahe allen Gebieten. Er sei vielleicht schlecht, aber interessant in der Charakterzeichnung.

## Hintergrund
Der Film wurde am 9. September 1970 in den USA uraufgeführt. In Deutschland erschien er am 17. Dezember 1993 im Rahmen einer TV-Premiere.
Rock Hudson, einer der männlichen Top-Stars der 1950er und 1960er Jahre, war sehr erfreut zu erfahren, dass seine Partnerin Sophia Loren sein sollte. Erst in letzter Minute wurde Loren durch die in Jugoslawien geborene Sylva Koscina ersetzt, die den Krieg in ihrem Heimatland als Kind erlebt hatte. Genau wie Hudson setzte Koscina große Hoffnungen in diese Produktion.